# ميركا (فلم)
ميركا هو فيلم إيطالي درامي أنتج سنة 2000 ، من إخراج رشيد بن حاج ، بطولة فانيسا رديغريف و جيرارد ديبارديو و فرانكو نيرو .

## طاقم الممثلين
- كريم بن حاج : Mirka
- باربورا بوبولفا : Elena
- جيرارد ديبارديو : Strix
- فانيسا رديغريف : Kalsan
- فرانكو نيرو : il Sindaco
- سيرجيو روبيني : Helmut
- أدريانو كورونا : Napoleone

## روابط خارجية
- مقالات تستعمل روابط فنية بلا صلة مع ويكي بيانات